# Magic (álbum de Bruce Springsteen)
Magic es el decimoquinto álbum de estudio del músico estadounidense Bruce Springsteen, publicado por la compañía discográfica Columbia Records en septiembre de 2007. El álbum, grabado en los Southern Tracks Recording de Atlanta (Georgia) entre marzo y mayo de 2007, fue el primer trabajo de estudio de Springsteen con la E Street Band desde The Rising (2002). 
Tras su publicación, Magic obtuvo reseñas favorables de la prensa musical, con una media ponderada de 73 sobre 100 en la web Metacritic. La revista Rolling Stone situó el álbum en el segundo puesto de la lista de los mejores discos de 2007. A nivel comercial, Magic alcanzó el primer puesto en las listas de discos más vendidos de varios países, incluyendo Canadá, España, Estados Unidos y Reino Unido, y fue certificado como disco de platino por la RIAA al superar el millón de copias vendidas en los Estados Unidos.

## Historia
Magic, cuyo anuncio oficial fue publicado el 16 de agosto de 2007, fue grabado en los Southern Tracks Recording de Atlanta durante un periodo de dos meses bajo la producción musical de Brendan O'Brien, quien trabajó anteriormente con Springsteen en The Rising y Devils & Dust. A excepción de «Long Walk Home», interpretada en directo a finales de 2006 con The Sessions Band, el álbum incluyó nuevas composiciones, mayoritariamente escritas a finales de 2006. Springsteen dejó a O'Brien que seleccionara las canciones que más le gustaban para publicarlas en el álbum.
La grabación fue complicada por la agenda de varios miembros de la E Street Band, especialmente por los compromisos de Max Weinberg para grabar el programa Late Night with Conan O'Brien. A diferencia de discos anteriores, el grupo no trabajó como una unidad; Garry Tallent y Roy Bittan grabaron durante los fines de semana las pistas básicas con Springsteen, quien a su vez añadiía las voces en días de semana. El resto de miembros se incorporaron de forma periódica para añadir sus partes bajo la producción de O'Brien. Solo Clarence Clemons tuvo un tratamiento distinto, con O'Brien dejándole a Springsteen el estudio para grabar las partes de saxofón debido a «toda una dinámica [entre ambos] que abarca décadas».
En el anuncio de prensa, Jon Landau, representante de Springsteen, definió Magic como un álbum de «rock de alta energía» con un «fuerte sonido a E Street Band». El primer sencillo, «Radio Nowhere», fue estrenado en radios el 4 de septiembre, aunque se filtró en Internet el 22 de agosto. La publicación en CD el 2 de octubre fue precedida de una publicación en formato LP el 25 de septiembre, con el fin de que el álbum pudiese ser nominado a los premios Grammy de 2008.
El 28 de agosto, coincidiendo con la publicación de las primeras fechas de la gira de promoción de Magic, el álbum fue publicado en formato de descarga digital en la tienda iTunes el 28 de agosto, con una descarga gratuita del sencillo «Radio Nowhere». El álbum completo se filtró en Internet el 6 de septiembre, y al día siguiente, fue emitido en la cadena The Wolf's Fast Freddy de Youngstown (Ohio). 
Dos semanas después del anuncio oficial, que incluía una lista de once canciones, Springsteen añadió «Terry's Song» como pista oculta a modo de homenaje a Terry Magovern, asistente del músico que falleció el 30 de julio de 2007.  Sin embargo, las primeras copias vendidas por Sony Music no contienen la canción.

## Recepción
Tras su publicación, Magic obtuvo generalmente buenas reseñas de la prensa musical, con una calificación de 73 sobre 100 en la web Metacritic, basada en un total de 36 críticas. Stephen Thomas Erlewine de Allmusic escribió sobre el álbum: «Por debajo de ese barniz brillante, la E Street Band todavía puede levantar esa música a grandes alturas, infundiéndole una sensación de majestuosidad, pero es una E Street Band grabando por partes en el estudio, pegadas pista a pista según les encajaran las sesiones en sus apretadas agendas. Este enfoque da al álbum un sonido educado y meticuloso no muy diferente de The Rising, pero tal construcción fue apropiada para la rumia cautelosa sobre el 11-S de Springsteen; en Magic tiende a evitar que la música llegue a pleno vuelo». David Fricke de la revista Rolling Stone le otorgó la máxima puntuación y escribió: «Magic es el disco más abiertamente nostálgico de Springsteen. Los arreglos, las interpretaciones y la producción de  Brendan O'Brien son minadas con ecos y citas casi directas de discos clásicos, incluidos los de Springsteen: la despedida de la radio de principios de la década de 1960 en "Girls In Their Summer Clothes", la orquestación Pet Sounds de "Your Own Worst Enemy", el anillo "Jungleland" del piano de Roy Bittan en "I'll Work For Your Love". "You'll Be Comin' Down" suena como si se pavoneara de The Wild, the Innocent & the E Street Shuffle. "Living in the Future" es "Tenth Avenue Freeze-Out" con un nuevo y grueso abrigo de sonido vibrante y un tanque lleno de lujuria. Después de envolverse en mi violines con The Seeger Sessions, Springsteen ha redescubierto el poder de Born to Run y las versiones de Mitch Ryder y Jackie DeShanoon que hacía en sus conciertos de 1975 y 1978».
Robert Christgau otorgó a Magic una puntuación superior a cualquier disco de Springsteen, destacó las canciones «Last to Die» y «Livin' in the Future» y escribió: «Siempre emotivo, a veces empalagoso, Springsteen vive con la guerra al mismo tiempo que intenta olvidarla». Por otra parte, Andrew Mueller de la revista Uncut escribió: «Probablemente ya en su quinto disco, The River, Springsteen alcanzó la estratosfera escasamente poblada de artistas reconocidos solo por su apellido, con una mitología personal bien arraigada de que sus nuevos discos se describen mejor en términos de sus predecesores. Magic es Born to Run cruzado con Tunnel of Love, un intento de recobrar la indomable furia juvenil». David Pyndus de la web PopMatters escribió: «Durante las elecciones presidenciales de 2004, en un movimiento de franqueza poco característico, hizo campaña por el candidato demócrata John Kerry. El respaldo no hizo mella en la campaña ni afectó a la política exterior en Iraq, a la que cantó en Devils & Dust. Tras grabar una serie de álbumes más artísticos y mejor escritos que Born in the U.S.A., Springsteen ha estado viajando al otro lado de la cresta de estrella del rock y Magic tiene dificultades para obrar el milagro. Pero con sus compañeros en el estudio, captura algo de ese rayo esquivo mientras nos enseña los lazos que nos unen de nuevo».
A nivel comercial, Magic obtuvo un éxito comercial similar a The Rising, y alcanzó el primer puesto en las listas de discos más vendidos de varios países, incluyendo los Estados Unidos y el Reino Unido. En los Estados Unidos, Magic debutó en el primer puesto de la lista Billboard 200, convirtiéndose en el octavo número uno de Springsteen y vendiendo 335 000 copias en su primera semana. Tras bajar al segundo puesto durante una semana, Magic volvió a alcanzar la primera posición en la tercera semana, al vender 77 000 copias. Las ventas de Magic en los Estados Unidos fueron altas a pesar de tener escasa difusión en la radio: según Fox News, el conglomerado de medios de comunicación Clear Channel dio instrucciones a sus estaciones de radio de no promocionar las canciones de Magic, si bien continuaron reproducciendo canciones antiguas de Springsteen. Clear Channel se defendió de las acusaciones emitiendo un comunicado en el que dijeron que «en los primeros días tras la publicación del disco, sus cadenas de radio reprodujeron más veces el disco que otras estaciones».
Según Music Week, Magic fue el séptimo número uno de Springsteen en el Reino Unido, con 77 692 copias vendidas durante su primera semana. En su segunda semana, las ventas del álbum bajaron a 28 348. En contraste con la situación de Estados Unidos, canciones como «Girls in Their Summer Clothes» y «Long Walk Home» fueron reproducidas con frecuencia en estaciones de radio inglesas, a pesar de no ser publicadas como sencillos. A fecha de enero de 2009, Magic ha vendido más de un millón de copias en los Estados Unidos, y cerca de cinco millones a nivel mundial.
La revista Rolling Stone situó el álbum en el segundo puesto de la lista de los 50 mejores álbumes de 2007, y «Long Walk Home» en la octava posición de la lista de las cien mejores canciones del año. Además, el álbum fue nominado al Grammy en la categoría de mejor álbum de rock, aunque perdió el premio en favor del álbum de Foo Fighters' Echoes, Silence, Patience & Grace.

## Lista de canciones
Todas las canciones escritas y compuestas por Bruce Springsteen. 
| N.º | Título                          | Duración |  |
| 1.  | «Radio Nowhere»                 | 3:20     |  |
| 2.  | «You'll Be Comin' Down»         | 3:47     |  |
| 3.  | «Livin' in the Future»          | 3:57     |  |
| 4.  | «Your Own Worst Enemy»          | 3:20     |  |
| 5.  | «Gypsy Biker»                   | 4:32     |  |
| 6.  | «Girls in Their Summer Clothes» | 4:20     |  |
| 7.  | «I'll Work for Your Love»       | 3:35     |  |
| 8.  | «Magic»                         | 2:46     |  |
| 9.  | «Last to Die»                   | 4:17     |  |
| 10. | «Long Walk Home»                | 4:35     |  |
| 11. | «Devil's Arcade»                | 5:07     |  |
| 12. | «Terry's Song»                  | 4:12     |  |

## Personal
| Músicos - Bruce Springsteen: voz, guitarra, armónica, órgano, sintetizador, glockenspiel y percusión - The E Street Band: - Roy Bittan: piano y órgano - Clarence Clemons: saxofón y coros - Danny Federici: órgano y teclados - Nils Lofgren: guitarra y coros - Patti Scialfa: coros - Garry Tallent: bajo - Steve Van Zandt: mandolina, guitarra y coros - Max Weinberg: batería - Orquesta en «Your Own Worst Enemy» y «Girls in Their Summer Clothes»: - Kenn Wagner, Jay Christy, Justin Bruns, William Pu, Cristopher Pulgram, John Meisner, Olga Shpitko, Sheela Lyengar: violín - Tania Maxwell Clements, Amy Chang, Lachlan McBane: viola - Karen Freer, Daniel Laufer, Charae Kruege: chelo - Soozie Tyrell: violín - Jeremy Chatzky: bajo en «Magic» - Daniel Laufer: chelo en «Devil's Arcade» - Patrick Warren: chamberlín en «Your Own Worst Enemy», «Girls in Their Summer Clothes», «Magic», «Long Walk Home» y «Devil's Arcade» | Equipo técnico - Brendan O'Brien: productor musical - Nick DiDia: grabación - Billy Bowers: ingeniero asistente - Tom Tapley: asistente de grabación - Tom Syrowski: ingeniero asistente - Matt Serecchie: ingeniero asistente - Toby Scott: ingeniero de sonido - Bob Ludwig: masterización - Micheklle Holme: dirección artística - Mark Seliger: fotografía |

## Posición en listas
| Año  | País              | Lista                       | Posición |
| ---- | ----------------- | --------------------------- | -------- |
| 2007 | Alemania          | Media Control Albums Charts | 3        |
| 2007 | Australia         | ARIA Albums Chart           | 2        |
| 2007 | Austria           | Ö3 Austria Top 40           | 1        |
| 2007 | Bélgica (Flandes) | Ultratop 200 Albums         | 3        |
| 2007 | Bélgica (Valonia) | Ultratop 200 Albums         | 11       |
| 2007 | Canadá            | Top Canadian Albums         | 1        |
| 2007 | Dinamarca         | Tracklisten Album Top-40    | 1        |
| 2007 | España            | Promusicae Albums Chart     | 1        |
| 2007 | Estados Unidos    | Billboard 200               | 1        |
| 2007 | Finlandia         | Albums Top 50               | 1        |
| 2007 | Francia           | SNEP Albums Chart           | 3        |
| 2007 | Irlanda           | Irish Albums Chart          | 1        |
| 2007 | Italia            | Italian Albums Chart        | 1        |
| 2007 | Noruega           | VG-lista Albums Chart       | 1        |
| 2007 | Países Bajos      | Mega Album Top 100          | 2        |
| 2007 | Reino Unido       | UK Album Chart              | 1        |
| 2007 | Suecia            | Albums Top 60               | 1        |
| 2007 | Suiza             | Top Albums 100              | 4        |

| Año  | Sencillo                        | Lista                     | Posición más alta |
| ---- | ------------------------------- | ------------------------- | ----------------- |
| 2007 | «Radio Nowhere»                 | Billboard Hot 100         | 102               |
| 2007 | «Radio Nowhere»                 | RPM Singles Chart         | 55                |
| 2007 | «Radio Nowhere»                 | UK Singles Chart          | 96                |
| 2008 | «Girls in Their Summer Clothes» | Billboard Hot 100         | 95                |
| 2008 | «Girls in Their Summer Clothes» | Billboard Mainstream Rock | 27                |